# بیاندر
بیاندر (به انگلیسی: Beyonder) یک نهاد کیهانی و شخصیت خیالی در کتاب‌های کامیک آمریکایی منتشر شده توسط مارول کامیکس است. این شخصیت توسط جیم شوتر و مایک زک خلق شده‌است که برای اولین بار در شمارهٔ ۱ از مجموعه جنگ‌های مخفی (مه ۱۹۸۴) حضور پیدا کرد.
او یک نهاد فوق‌العاده قدرتمند در فرضیه چندجهانی است و در اصل از قلمرویی بیکران فراتر از فرضیه چندجهانی مارول، با عنوان «قلمرو بیاند» سرچشمه گرفته‌است و مجموع همه چیز خارج از چندجهانی بود. در ابتدا او را میلیون‌ها بار قوی‌تر از چندجهانی مارول توصیف کردند. بیاندر نخستین بار زمانی از جهان انسان‌ها آگاهی پیدا نمود که مولکول من قدرت خود را بواسطهٔ یک حادثه اتمی بدست آورد. این سانحه چنان برای مخلوقات بشر اهمیت داشت که از طریق جهان ما به او نفوذ پیدا کرد. بیاندر تصمیم به سفر به کره زمین و صرف زمان در میان انسان‌ها گرفت. او با بسیاری از شخصیت‌های قهرمان، بدذات و نیروهای کیهانی با هدف درک بهتر معنا و ریشهٔ میل و آرزو ارتباط برقرار کرد. او توسط بخش‌های سیاره‌های مختلف دیگر سیاره‌ای با نام بتل‌ورد خلق کرد و تعدادی از ابرقهرمان‌ها و شروران بزرگ کره زمین را ربود و آن‌ها را مجبور به نبرد با یکدیگر نمود تا بتواند مبارزه بی‌پایان میان خیر و شر را مشاهده کند.

## توانایی‌ها و قدرت‌ها
بیاندر مخلوقی ابرقدرت در ابعاد بی‌پایان است و در ابتدا به عنوان یکی از قدرتمندترین موجود در تمام دنیای مارول تصویر می‌شد و قدرتی بیش از نهادهای کیهانی از جمله لیوینگ ترایبیونال و اترنیتی در اختیار داشت. او توانایی انحراف واقعیت داشت و در روایات قدرت او را میلیون‌ها بار فراتر از مجموعه تمامی قدرت‌ها در فرضیه چندجهانی بیان کرده‌اند. او قدرت رسیدن به هر چیزی که خشنودش می‌نمود را داشت. او قادر به محو کردن فرضیه چندجهانی به‌طور کامل بود؛ شخصیت مرگ را از بین برد؛ کهکشان‌های متعددی را نابود کرد؛ مخلوقات ابرقدرتی همانند گالاکتوس و افراد گروه سلستیال را به راحتی شکست داد؛ توانایی باز خلق نمودن چیزهایی که نابود ساخته بود را داشت؛ به راحتی از شلیک ضربه مولکول من، که قادر بود میلیاردها بُعد را به خاکستر تبدیل کند جان سالم به در برد؛ توانایی بسیار گسترده‌ای در زمینه دورکاری ذهن داشت به‌طوری‌که قادر به اسکن ذهن تمام انسان‌های جهان بود.